# Calceolaria anisanthera
Calceolaria anisanthera är en toffelblomsväxtart som beskrevs av Francis Whittier Pennell. Calceolaria anisanthera ingår i släktet toffelblommor, och familjen toffelblomsväxter. Inga underarter finns listade i Catalogue of Life.